# سامانه کمپلمان
دستگاه کمپلمان یا سامانه کمپلمان (به انگلیسی: Complement system) مجموعه‌ای از مولکول‌های شیمیایی (کمپلمان‌ها) است که به سلول‌های ایمنی در از بین بردن سلول‌های بیگانه و تولید پادتن کمک می‌نماید. پروتئین‌های این سیستم طی واکنش آبشاری و پی‌درپی بر روی یکدیگر عمل نموده و محصول هر واکنش بر ایجاد واکنش بعدی اثر می‌گذارد. به‌طور کلی سامانه کمپلمان بخشی از دستگاه ایمنی ذاتی بدن است لذا پاسخ آن غیراختصاصی و فوری است ولی در ایمنی تطبیقی (بخصوص پاسخ هومورال) نیز نقش حائز اهمیتی دارد.

## مقدمه
پروتئین‌های کمپلمان از انواع پروتئینهایی است که در دفاع غیر اختصاصی بدن نقش دارد و توانایی شناسایی میکروبها از یکدیگر را نداشته و با اغلب آن‌ها یکسان مقابله می‌کند. این نوع پروتئین‌ها در سلولهای کبدی و سلول‌های پوششی روده و ماکروفاژها تولیدشده و در خون گردش می‌کنند.
در حالت طبیعی آن‌ها به صورت غیرفعال در خون وجود دارند اما با برخورد با آنتی‌ژن‌ها (بخش‌های تحریک‌کنندهٔ دستگاه ایمنی در میکروب‌ها یا همان سلول‌های مهاجم؛ به‌عنوان مثال: مولکول‌هایی پروتئینی یا پلی‌ساکاریدی در سطح میکروب‌ها) فعال شده و به صورت زنجیره‌هایی حلقه مانند در سطح غشای میکروب قرار گرفته و غشا را سوراخ می‌کنند و با خروج سیتوپلاسم آنتی‌ژن و جذب آب بیش از حد (تورم یا تورژسانس) توسط آنتی‌ژن سرانجام سلول مهاجم می‌ترکد و تکه‌تکه می‌شود.
این پروتئین‌ها محلول در پلاسما خون هستند که فشار اسمزی خون را بالا می‌برند. این پروتئین‌ها در فرد سالم به صورت غیرفعال در خون وجود دارند.
هرفردی که میکروب در خون او وارد شده‌است، برخورد پروتئین کمپلمان به غشای میکروب‌ها سبب فعال شدن پروتئین کمپلمان می‌شود. این پروتئین فعال شده همانند دومینو می‌تواند دیگر پروتئین‌های کمپلمان را نیز فعال کند تا تعداد فعال آنها در خون افزایش یابد.

## ساختار
سامانه کمپلمان مجموعه متنوعی از پروتئین‌هاست که از نظر ساختار شیمیایی و کارکرد زیست‌شناختی با یکدیگر متفاوتند. این پروتئین‌ها از دو یا سه زنجیره پلی‌پپتیدی تشکیل یافته‌اند که به وسیله پیوندهای دی سولفیدی به یکدیگر متصل شده‌اند. زنجیره بزرگ‌تر آلفا، زنجیره کوچک‌تر بتا و اگر در مولکول پروتئینی زنجیره سومی هم وجود داشته باشد گاما نامگذاری می‌شود. حداقل ۳۰ نوع پروتئین مختلف در سامانه کمپلمان تاکنون شناخته شده که حدود ۵٪ وزن گلوبولین‌های پلاسما را تشکیل می‌دهند. این پروتئین‌ها عمدتاً توسط کبد و به صورت غیرفعال ساخته و وارد خون می‌شوند و در اثر آنزیم‌های پروتئاز بخشی از مولکول آن‌ها جداشده و فعال می‌شوند.

## تاریخچه
جولیوس بردت زیست‌شناس بلژیکی و برنده جایزه نوبل پزشکی در سال ۱۸۹۶ در انستیتو پاستور کشف کرد که عوامل نابودکننده میکروب‌ها به دو گروه عمده تقسیم می‌شوند: عوامل حساس به حرارت (سیستم کمپلمان) و عوامل مقاوم به حرارت (پادتن).

## عملکرد
سامانه کمپلمان در دفاع بدن چهار کار مهم انجام می‌دهد: اپسونیزاسیون (اتصال به آنتی‌ژن‌ها و تسهیل فاگوسیتوز آنها)، کیموتاکسی (جذب ماکروفاژها و نوتروفیلها به محل آنتی‌ژن)، تخریب سلول مهاجم (با پاره کردن غشای آنها) و تجمع عوامل تحمل آنتی‌ژن (Clumping of antigen-bearing agents)
سامانه کمپلمان از سه روش راه کلاسیک، راه آلترناتیو و راه لکتین (Lectin pathway) فعال می‌شود. فعال شدن آبشاری این پروتئین‌ها موجب کمک به از بین بردن عوامل بیماری‌زا، انقباض ماهیچه‌های صاف، افزایش نفوذپذیری مویرگ‌ها، تحریک سلول‌های ماست سل و بازوفیل به ترشح آمین‌های وازواکتیو مانند هیستامین و لوکوترین و وادار کردن سلول‌های گرانولوسیت به ترشح آنزیم لیزوزومی است.